# ノータブルスピーチ
ノータブルスピーチ（Notable Speech）は、イギリスの競走馬。主な勝ち鞍は2024年の2000ギニー、サセックスステークス。

## 概要

### 3歳（2024年）
1月27日のケンプトンパーク競馬場の未勝利戦をウィリアム・ビュイックを鞍上にデビューして初勝利。2月21日のケンプトンパーク競馬場の条件戦も勝利して連勝。4月6日のケンプトンパーク競馬場の条件戦も勝利して、オールウェザー馬場で3連勝とした。
迎えた5月4日の2000ギニーステークス(G1)では5番人気の支持を受けて出走。真ん中の6番枠からの発馬となったが、一冠歩目で隣の馬に寄られて最後方に置かれてしまう不利を受けた。しかし、すぐさま立て直して内側への潜り込むと、中間地点を越えたあたりから徐々に進出を開始。持ったままの手応えで先頭を射程圏に入れると、残り1.5ハロン地点から満を持して仕掛けて抜け出し、2着のロサリオンに1馬身半差を付ける完勝。初芝も問題とせずに無傷の4連勝でG1初制覇を果たした。芝コース未経験馬が当競走を勝利したのは史上初であった。
続いて6月19日ロイヤルアスコット開催のセントジェームズパレスステークス(G1)に1番人気で出走するも、発馬直後に接触などの不利で最後方付近での追走となり、直線で外から脚を伸ばすも長くは続かずにロサリオンの7着。初黒星を味わうこととなった。
7月31日のサセックスステークス(G1)では5頭立ての単勝オッズ4.0倍の2番人気で出走。1番人気のヘンリーロングフェローが逃げて自身は3番手を追走。馬群が収縮して直線に入ると埒沿いで包まれてしまい厳しい位置取りとなったが、残り1ハロン付近でコースが広くなったところで内を突いて進出。残り半ハロンのところで先頭に立ち、追い上げるマルジュームの追撃を1馬身半差で退けて快勝。古馬との初対決も制して2度目のG1制覇を果たした。

## 血統表
| ノータブルスピーチの血統 | ノータブルスピーチの血統                                                   | ノータブルスピーチの血統                                                   | （血統表の出典）                                                           | （血統表の出典）    |
| 父系                     | ミスタープロスペクター系                                                   | ミスタープロスペクター系                                                   | ミスタープロスペクター系                                                   | [ § 2 ]             |
| 父 Dubawi 鹿毛 2002      | 父の父Dubai Millennium 鹿毛 1996                                           | Seeking the Gold                                                           | Mr. Prospector                                                             | Mr. Prospector      |
| 父 Dubawi 鹿毛 2002      | 父の父Dubai Millennium 鹿毛 1996                                           | Seeking the Gold                                                           | Con Game                                                                   |                     |
| 父 Dubawi 鹿毛 2002      | 父の父Dubai Millennium 鹿毛 1996                                           | Colorado Dancer                                                            | Shareef Dancer                                                             | Shareef Dancer      |
| 父 Dubawi 鹿毛 2002      | 父の父Dubai Millennium 鹿毛 1996                                           | Colorado Dancer                                                            | Sweet Alliance                                                             |                     |
| 父 Dubawi 鹿毛 2002      | 父の母Zomaradah 青鹿毛 1995                                                | Deploy                                                                     | Shirley Heights                                                            | Shirley Heights     |
| 父 Dubawi 鹿毛 2002      | 父の母Zomaradah 青鹿毛 1995                                                | Deploy                                                                     | Slightly Dangerous                                                         |                     |
| 父 Dubawi 鹿毛 2002      | 父の母Zomaradah 青鹿毛 1995                                                | Jawaher                                                                    | *ダンシングブレーヴ                                                        | *ダンシングブレーヴ |
| 父 Dubawi 鹿毛 2002      | 父の母Zomaradah 青鹿毛 1995                                                | Jawaher                                                                    | High Tern                                                                  |                     |
| 母 Swift Rose 鹿毛 2016  | 母の父Invincible Spirit 鹿毛 1997                                          | Green Desert                                                               | Danzig                                                                     | Danzig              |
| 母 Swift Rose 鹿毛 2016  | 母の父Invincible Spirit 鹿毛 1997                                          | Green Desert                                                               | Foreign Courier                                                            |                     |
| 母 Swift Rose 鹿毛 2016  | 母の父Invincible Spirit 鹿毛 1997                                          | Rafha                                                                      | Kris                                                                       | Kris                |
| 母 Swift Rose 鹿毛 2016  | 母の父Invincible Spirit 鹿毛 1997                                          | Rafha                                                                      | Eljazzi                                                                    |                     |
| 母 Swift Rose 鹿毛 2016  | 母の母Tulips 鹿毛 2009                                                     | Pivotal                                                                    | Polar Falcon                                                               | Polar Falcon        |
| 母 Swift Rose 鹿毛 2016  | 母の母Tulips 鹿毛 2009                                                     | Pivotal                                                                    | Fearless Revival                                                           |                     |
| 母 Swift Rose 鹿毛 2016  | 母の母Tulips 鹿毛 2009                                                     | *ヒントオブスプリング                                                      | Seeking the Gold                                                           | Seeking the Gold    |
| 母 Swift Rose 鹿毛 2016  | 母の母Tulips 鹿毛 2009                                                     | *ヒントオブスプリング                                                      | *チェロキーローズII                                                        |                     |
| 母系(F-No.)              | ヒントオブスプリング(FN:8-f)                                               | ヒントオブスプリング(FN:8-f)                                               | ヒントオブスプリング(FN:8-f)                                               | [ § 3 ]             |
| 5代内の近親交配          | Seeking the Gold：S3×M4, ダンシングブレーヴ：S4×M5, Northern Dancer：S5×M5 | Seeking the Gold：S3×M4, ダンシングブレーヴ：S4×M5, Northern Dancer：S5×M5 | Seeking the Gold：S3×M4, ダンシングブレーヴ：S4×M5, Northern Dancer：S5×M5 | [ § 4 ]             |
| 出典                     | 1. 2. 3. 4.                                                                | 1. 2. 3. 4.                                                                | 1. 2. 3. 4.                                                                | 1. 2. 3. 4.         |